# Wide Area Augmentation System

Логотип WAAS

WAAS (англ. wide area augmentation system) — система распространения поправок к данным, передаваемым навигационной системой GPS. Разработана американской организацией FAA (англ. Federal Aviation Administration); первым подрядчиком была компания Raytheon. Действует на территории Северной Америки. По другим данным, разработчиком системы первоначально (контракт от 3 августа 1995 года) была фирма Wilcox. Затем вследствие отставания работ от графика заказ был передан фирме Hughes (в 1996 году). Дополняет GPS, повышая точность определения координат. Создавалась в первую очередь для определения положения воздушного судна во время посадки.
Международная организация гражданской авиации (англ. ICAO) именует системы подобного типа аббревиатурой SBAS от англ. satellite based augmentation system. В Европе и Азии созданы и функционируют системы, построенные по тем же принципам, что и WAAS.
Сеть наземных станций измеряет сигналы GPS и передаёт центральным станциям. Центральные станции вычисляют поправки и передают спутникам. Спутники ретранслируют поправки обратно на Землю. GPS-приёмники, поддерживающие WAAS, получают поправки и корректируют координаты, полученные от GPS.

## История создания
WAAS совместно разработан Министерством транспорта США (DOT) и Федеральным управлением авиации (FAA) в рамках федеральной программы радионавигации (DOT-VNTSC-RSPA-95-1/DOD-4650.5 (1994 год)). Он был призван обеспечить показатели, сопоставимые с показателями приборной системы посадки (ILS) 1-й категории для всех воздушных судов, обладающих соответствующим сертифицированным оборудованием.
Без WAAS ряд источников ошибок (ионосферные возмущения, дрейф часов и ошибки орбиты спутника) создаёт слишком большие погрешности для удовлетворения требований к корректному подходу воздушного судна. Прецизионный метод включает в себя информацию о высоте судна, расстояние от взлетно-посадочной полосы и информацию о высотах во всех точках вдоль подхода и ВПП.
До появления WAAS Национальная система воздушного пространства США (NAS) не имела возможности обеспечить боковую и вертикальную навигацию при взлете/посадке на всех аэродромах. Традиционной системой точного захода на посадку является приборная система посадки (ILS), в которой используется серия радиопередатчиков, каждый из которых передает на самолет один сигнал. Эта сложная система радиоприемников должна быть установлена на каждом конце ВПП, а также вдоль центральной оси, что делает осуществление сложным и очень дорогим. Система ILS состоит из 180 различных передающих антенн.
В течение некоторого времени FAA и NASA разрабатывали систему микроволновой посадки (MLS). Вся система MLS для конкретного подхода была изолирована в одной или двух коробках, расположенных рядом с ВПП. MLS также предлагает ряд практических преимуществ, которые облегчают использования трафика, как для самолетов, так и для радиоканалов. К сожалению, MLS потребует от каждого аэропорта и самолета модернизации оборудования.
В период разработки MLS начали появляться потребительские GPS-приемники различного качества. GPS предлагал пилоту огромное количество преимуществ, объединяя все системы дальней навигации самолета в единую простую в использовании систему, часто достаточно маленькую. Развертывание авиационной навигационной системы на основе GPS было в значительной степени проблемой разработки новых методов и стандартов, а не нового оборудования. FAA начало планировать закрытие существующих систем дальней связи (VOR и NDBs) в пользу GPS. Однако оставалась проблема заходов на посадку. GPS не обеспечивает необходимой точности, чтобы заменить системы ILS. Типичная точность составляет около 15 м, тогда как даже подход «1 категории» требует вертикальной точности 4 м.
Эта неточность в GPS в основном объясняется задержками в ионосфере, которые замедляют радиосигнал со спутников на случайную величину. Волны движутся медленнее и могут быть охарактеризованы с помощью различных методов с земли или путем изучения самих сигналов GPS. Передавая эту информацию на GPS-приемники каждую минуту или около того, этот источник ошибки может быть значительно уменьшен. Это привело к концепции дифференциального GPS, который использовал отдельные радиосистемы для передачи сигнала коррекции на приемники. На самолет может быть установлен приемник, который будет подключен к GPS-устройству, причем сигнал будет транслироваться на различных частотах для разных пользователей (FM-радио для автомобилей, длинноволновое для судов и т. д.). Ретрансляторы требуемой мощности, как правило, группируются вокруг крупных городов, что делает такие системы DGPS менее полезными для навигации. Кроме того, большинство радиосигналов передаётся в прямой видимости и может быть искажено сферической поверхностью земли или формами рельефа, что затрудняет использование DGPS в качестве системы точного позиционирования.
Рассмотрев все выше перечисленные факторы, FAA приняло решение в пользу спутниковых средств связи. Поскольку блок GPS уже состоит из спутникового приемника, было проще передавать сигналы коррекции на тех же частотах, что и GPS.
Система начала стабильную работу в 2002 году, 10 июля 2003 года был активирован сигнал WAAS для авиации общего назначения, охватывающий 95 % территории США и части Аляски, с минимальной точностью 110 м.
В 2004 году система запущена официально.
17 января 2008 года компания Hickok & Associates, базирующаяся в Алабаме, представила первую систему WAAS для вертолетной посадки, не сертифицированную FAA (в виду отсутствия нормативной базы). 1 апреля 2009 года FAA AFS-400 сертифицировала первые три ВПП, оснащенные WAAS GPS.
30 декабря 2009 года авиакомпания Horizon Air, базирующаяся в Сиэтле, совершила первый рейс по расписанию с использованием WAAS GPS.

## Состав

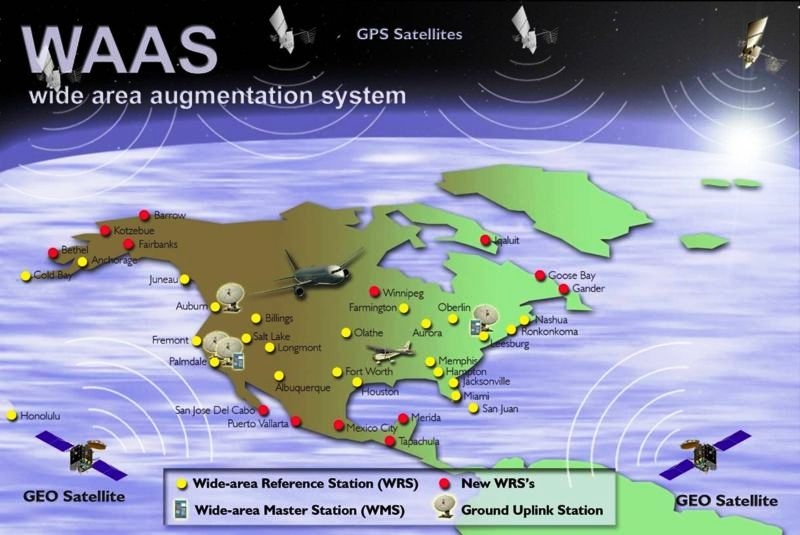
Состав WAAS: WRS — станции, получающие сигналы GPS; WMS — станции, вычисляющие поправки; GUS — станции, передающие поправки спутникам; спутники GPS и WAAS; спутники GPS; самолёты с приёмниками GPS и WAAS

Система состоит из следующих сегментов:
- наземный;
- космический;
- пользовательский.

### Наземный сегмент WAAS
Состав:
- станции WRS (англ. wide-area reference stations) — станции, собирающие данные GPS и WAAS;
- станции WMS (англ. wide-area master stations) — станции, обрабатывающие данные;
- станции GUS (англ. ground uplink stations) — станции, отправляющие данные спутникам.

Все станции объединяются в сеть посредством соответствующих линий передачи и обработки данных.

#### WRS
Широкозонные контрольные станции (ШКС, или WRS — WAAS Reference Station) мониторинга, предназначенные для контроля и наблюдения за состоянием навигационного поля.
Станции WRS расположены на всей территории США. По данным на октябрь 2007 года насчитывалось 38 станций:
- 20 в США (кроме Аляски);
- 7 на Аляске;
- одна на Гавайях;
- одна в Пуэрто-Рико;
- 5 в Мексике;
- 4 в Канаде.

Станции WRS стараются размещать вблизи аэропортов, оборудуют аппаратурой GPS, поддерживающей WAAS, и специальным программным обеспечением (ПО). Специальное ПО выполняет следующее:
- принимает и анализирует сигналы GPS;
- вычисляет:
  - погрешности в определении координат, возникающие под влиянием ионосферы;
  - отклонения траекторий спутников;
  - отклонения атомных часов, расположенных на спутниках;
- принимает сигналы WAAS и ищет в них ошибки;
- передаёт вычисленные данные на станции WMS. Данные передаются по наземной сети.

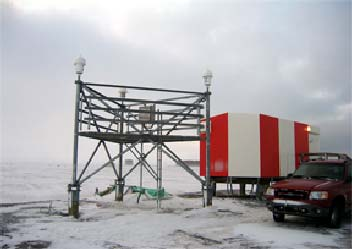
Станция WRS в городе Барроу (Аляска)

#### WMS
Широкозонные главные станции (ШГС, или WMS — WAAS Master Station), предназначенные для обработки данных мониторинга и наблюдений ШКС;
На станцях WMS:
- данные, полученные со всех станций WRS, анализируются повторно;
- вычисляются два вида поправок:
  - поправки, общие для всех пользователей WAAS (англ. fast corrections). Такие поправки меняются часто и зависят от координат спутников и отклонений их атомных часов;
  - поправки, зависимые от координат пользователя (местоположения приёмника) (англ. slow corrections). В число таких поправок входят:
    - эфемериды;
    - оценки ошибок атомных часов спутников;
    - время задержек электромагнитных волн при прохождении ионосферы. Зона покрытия разделена на участки. Задержки вычисляются для граничных точек участков;
- поправки передаются на станции GUS.

#### GES
Наземные станции передачи данных (НСПД, или GES — Ground Earth Station) космическому сегменту, которые должны осуществлять связь между ШГС и ГКА.
Станции GES передают поправки на спутники.
Спутники рассылают поправки приёмникам GPS и WAAS (пользователям).

### Космический сегмент WAAS
В состав космического сегмента входят три спутника, расположенные на геосинхронных орбитах.
| Название спутника | PRN | NMEA | Орбита  |
| ----------------- | --- | ---- | ------- |
| «Inmarsat 4-F3»   | 133 | 46   | 98°W    |
| «Galaxy 15»       | 135 | 48   | 133°W   |
| «Anik F1R»        | 138 | 51   | 107.3°W |

Спутники принимают данные от станций GUS и ретранслируют их в диапазоне L1 на частоте 1575,42 МГц по зоне своей видимости. Кроме данных WAAS, спутники рассылают данные GPS: сообщения о целостности КА GPS и ГКА, вектора поправок к эфемеридным данным, шкалам времени и параметрам ионосферной модели. В зону видимости входят вся территория США и её окрестности.
Сигнал WAAS передаётся на той же частоте, что и сигнал C/A L1 системы GPS, даже кодируется так же. Это сделано намеренно для облегчения создания приёмников, поддерживающих GPS и WAAS.

### Пользовательский сегмент WAAS
В пользовательский сегмент входят приёмники сигналов GPS и WAAS. Приёмники:
- получают сигналы GPS;
- получают сигналы WAAS;
- определяют собственные координаты с учётом двух видов поправок:
  - сначала применяются поправки «для всех» (англ. fast corrections) (отклонения в координатах спутников, отклонения во времени с атомных часов спутников);
  - координаты пересчитываются;
  - по координатам выбираются поправки, зависимые от местоположения (англ. slow corrections) (например, время, затраченное сигналом на преодоление пути от спутника до приёмника через ионосферу в определённой точке Земли);
  - координаты снова пересчитываются, и результат получается более точным.

Поправки, зависимые от местоположения, обновляются с разной частотой. Эфемериды и задержки сигнала в ионосфере обновляются каждые 2 минуты и считаются верными в течение 6 минут после получения.

## Назначение
Система WAAS создана для достижения возможности использования GPS на всех стадиях полёта воздушного судна, включая точный выход к взлётно-посадочной полосе (ВПП).
Система WAAS выполняет следующие функции:
- сбор данных о состоянии навигационного поля;
- определение ионосферных коррекций;
- определение и уточнение параметров орбит спутников;
- определение коррекций орбит и временных поправок для КА;
- контроль целостности КА;
- обеспечение независимой верификации (контроля или подтверждения) выходных данных для функций 1—5 перед их использованием потребителями;
- обеспечение потребителей корректирующей информацией и дополнительными измерениями псевдодальностей, позволяющими повысить надежность и точность навигационных определений;
- обеспечение работоспособности и собственного нормального функционирования.[9]

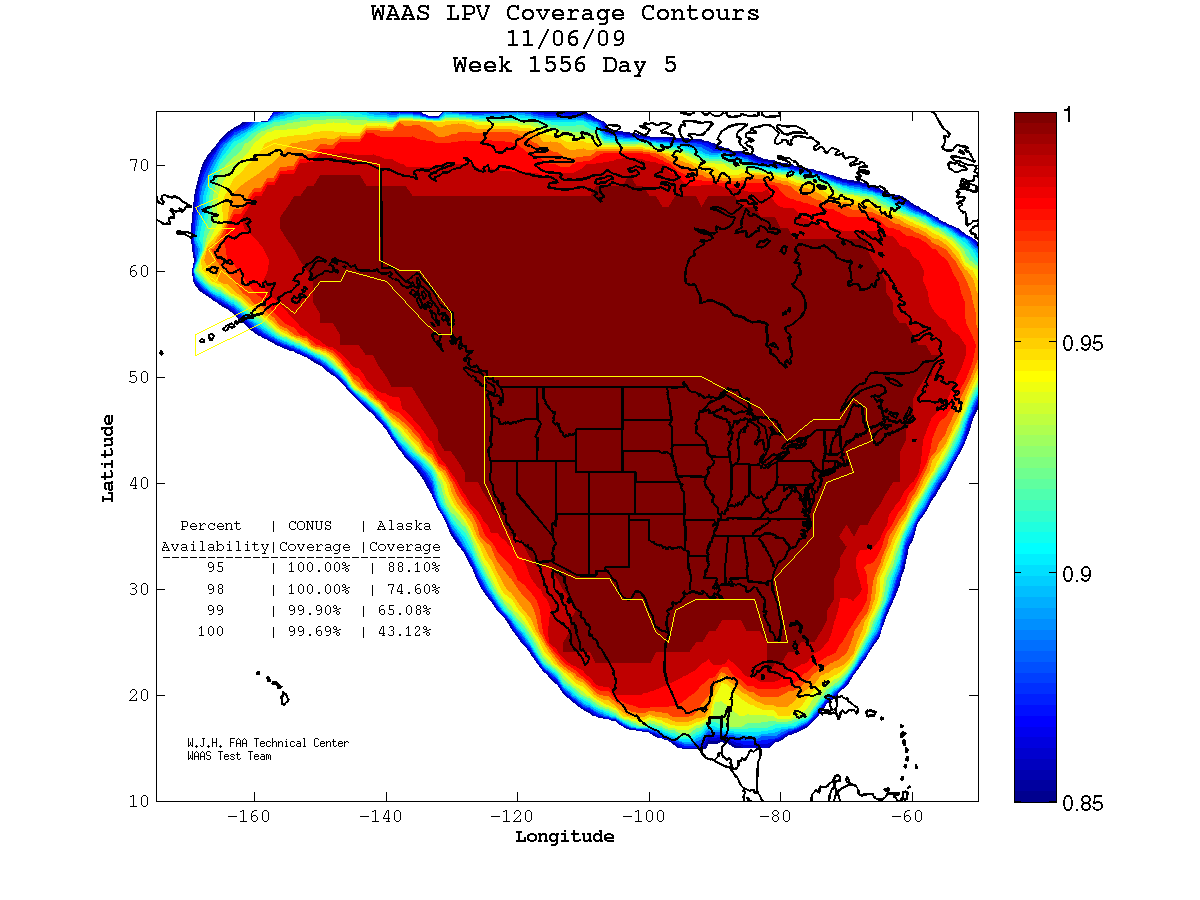
Зона покрытия WAAS. Тёмно красным цветом окрашены территории с лучшим уровнем сигнала. Границы зоны покрытия постоянно меняются из-за геометрии спутников и влияния ионосферы

### Точность
В спецификации WAAS сказано, что в 95 % случаев погрешность не должна превышать 7,6 м (25 футов) по горизонтали и столько же по вертикали. Реально же на большей части территории США, Канады и Аляски система обеспечивает погрешность не более 1 м по горизонтали и не более 1,5 м по вертикали. Такая точность сопоставима с точностью курсо-глиссадной системы (англ. ILS) 1-й категории (погрешность ILS 1-й категории должна быть не более 16 м по горизонтали и 4 м по вертикали).

### Целостность
Согласно спецификации WAAS, навигационное устройство должно обнаруживать ошибки и сообщать о получении неправильных данных от GPS и/или WAAS в течение 6,2 с. Вероятность того, что ошибка в определении координат превысит критическое значение и останется незамеченной, составляет 10−7; это эквивалентно получению неправильных координат в течение времени, не превышающего 3 секунд в год.
Приёмники GPS и WAAS устанавливаются в самолётах и позволяют осуществлять полёты вслепую (по приборам) без нарушения действующих правил.
Целостность (вероятность получения координат без ошибок) GPS и WAAS больше или равна целостности системы RAIM (англ. receiver autonomous integrity monitoring).

### Доступность
Доступность — вероятность удовлетворения требований и по точности, и целостности. Спецификация WAAS требует, чтобы доступность в зоне обслуживания составляла 99,999 %; это эквивалентно недоступности на время не более 5 минут в год.

## Преимущества
Предоставляет бесплатную, полную и точную информацию о текущем состоянии системы GPS. Позволяет существенно улучшить качество рассчитываемой приёмником позиции (примерно в два раза). Гарантирует точный выход и посадку воздушного судна на любой аэродром в зоне действия (независимо от технической оснащенности самого аэродрома) 24 часа в сутки. Делает более надёжным гражданское судоходство, автонавигацию и вообще гражданскую навигацию.

## Аналоги
Полностью аналогичные WAAS системы функционируют в других районах Земли:
- в Европе — European geostationary navigation overlay service (EGNOS);
- в Японии — Japanese multi-functional satellite augmentation system (MSAS);
- в Индии — GPS aided geo augmented navigation (GAGAN).

Похожими возможностями обладают все системы, построенные по тем же принципам, что и DGPS. В литературе такие системы называют WADGPS (англ. wide area differential GPS). Стоит отметить, что зона покрытия систем «OmniStar» и «StarFire», тоже использующих спутники для передачи сигналов коррекции на Землю, существенно больше зоны покрытия WAAS.